# Спис Лонгина

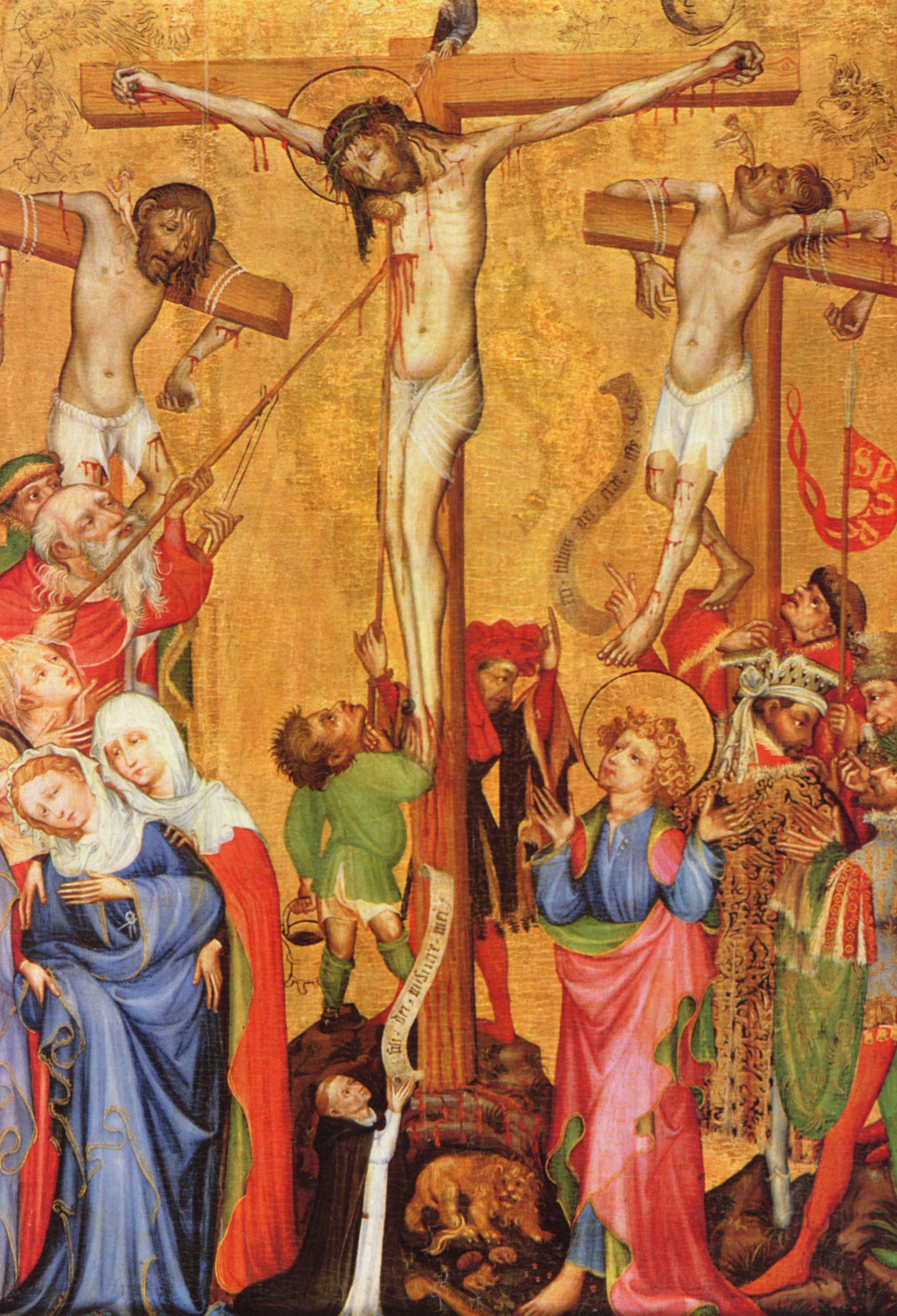
«Розп’яття», Нижньорейнський майстер, XV ст.

Спис Лонги́на (Спис Долі, Спис Христа) — один з Інструментів Страстей Господніх, спис, який римський воїн Лонгин встромив поміж ребра Ісуса Христа, розп'ятого на Хресті. Як і всі знаряддя Страстей, спис уважають однією з найбільших реліквій християнства.

## Артефакти, що претендують називатися «Списом Лонгина»
У різних церквах світу зберігають кілька реліквій, які вважають списом Лонгіна, або його фрагментом. З метою встановлення віку, найбільш відповідного євангельським часам, вчені проводять експертизи.

### Ватиканський спис

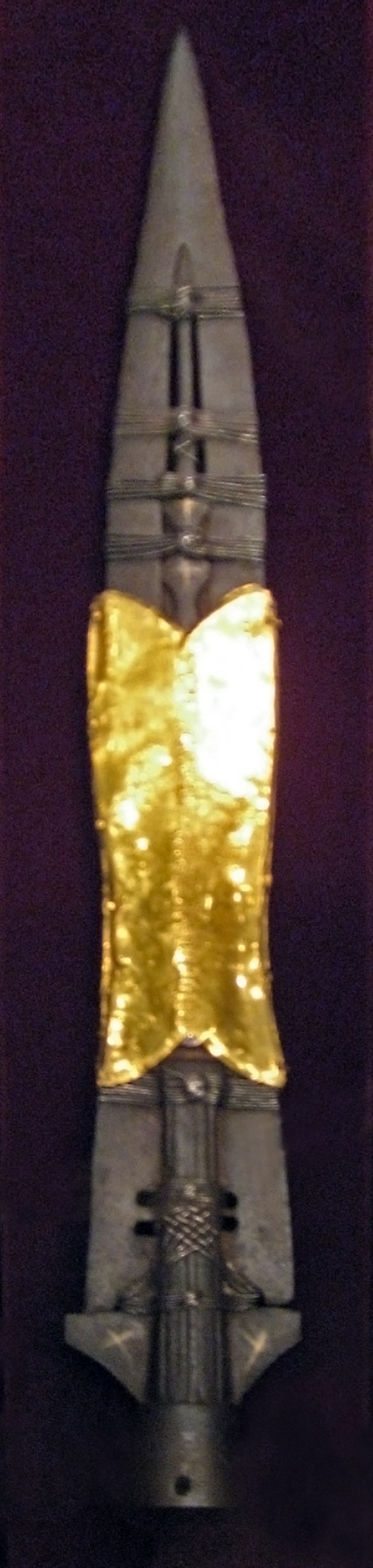
Священний спис (Спис Лонгина). Зберігається у Віденській скарбниці (Wiener Schatzkammer)

Зберігається в Соборі святого Петра в Римі. Він ототожнюється зі списом, що зберігався в Константинополі, а попервах в Єрусалимі, принаймні із VI сторіччя.
Перша згадка про спис трапляються в Антонія з П'яченци (570), який, здійснивши паломництво до Єрусалима, написав, що в храмі Святого Сіону він бачив «… терновий вінець, яким був увінчаний наш Господь, і спис, яким він був заколеним».
У 614 році Єрусалим захопили іранці, до них же потрапили і всі Страсні реліквії. Згідно з Великодньою хронікою наконечник списа був відламаний, і того ж 614 року опинився в Константинополі, де відтоді зберігався спочатку в Софіївському соборі, а пізніше в церкві Фароської Богоматері разом з рештою святинь християнства. Утім, за іншими повідомленнями, спис і далі залишався в Єрусалимі на галереях храму Гробу Господнього. Єпископ Аркульф, який побував на Святій землі близько 670 р., говорив: «… спис вправлений у дерев'яний хрест у портику базиліки Костянтина; древко цього списа розколоте на дві частини …», це підтверджував і візантійський паломник першої половини IX ст. Єпіфаній. «А між темницею і розп'яттям розташовані двері святого Костянтина … Тут же лежать Спис, і Губка, і Тростина …». Після IX ст. відомостей про перебування списа в Єрусалимі в джерелах немає.
У Константинополі він залишався до 1492 році, коли був подарований султаном папі Інокентію VIII, відвезений до Рима і поміщений у соборі святого Петра.

### Віденський спис
Віденський спис веде свою історію із часів Оттона I (912–973 рр.). Його характеризують вкраплення металу, який уважають цвяхом з розп'яття. Спис разом з рештою атрибутів імператорської влади з кінця XVIII століття зберігають у палаті скарбів Віденського палацу. 1938 року, після анексії Австрії, обербургомістр Лібель переніс з Віденського палацу атрибути імператорської влади, які він виставляв упродовж року в Церкві св. Катаріни. Обставини перевезення атрибутів імператорської влади з Відня до Нюрнберга та їх повернення Австрії генералом Джорджем Паттоном, обросли численними легендами.
Завдяки цьому, спис це важлива складова частина сучасної міфології, що виникла навколо замку Вевельсбург.

### Вірменський спис
Ця реліквія перебуває у Вірменії, у скарбниці Ечміадзіна (нова назва Вагаршапат).
Там спис зберігають з XIII сторіччя; до цього перебував у Ґегардаванку (Вірменія), куди був привезений, як уважають, апостолом Тадеєм Едеським разом з рештою реліквій. Це зробило монастир популярним місцем для паломництва вірмен упродовж багатьох століть. Назву «Ґегардаванк» фіксують з 1250 року (Ґегардаванк дослівно означає «Монастир списа»).

### Краківський спис
Після дослідження виявився копією віденського списа.

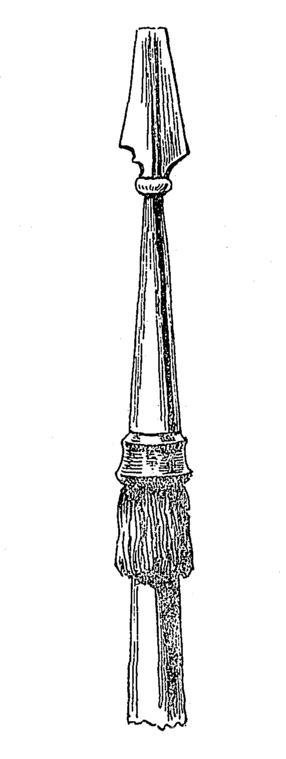
Замальовка ватиканського списа
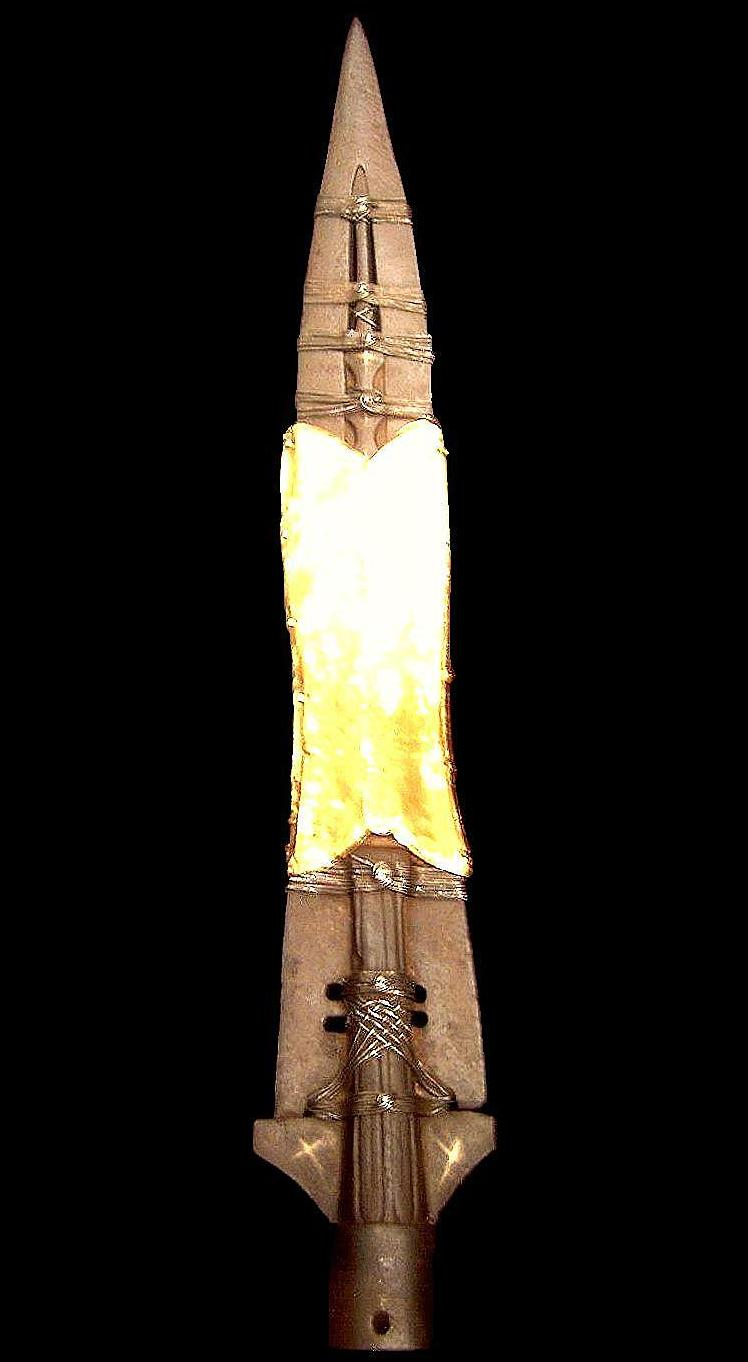
Віденська реліквія в нинішньому вигляді із золотими накладками
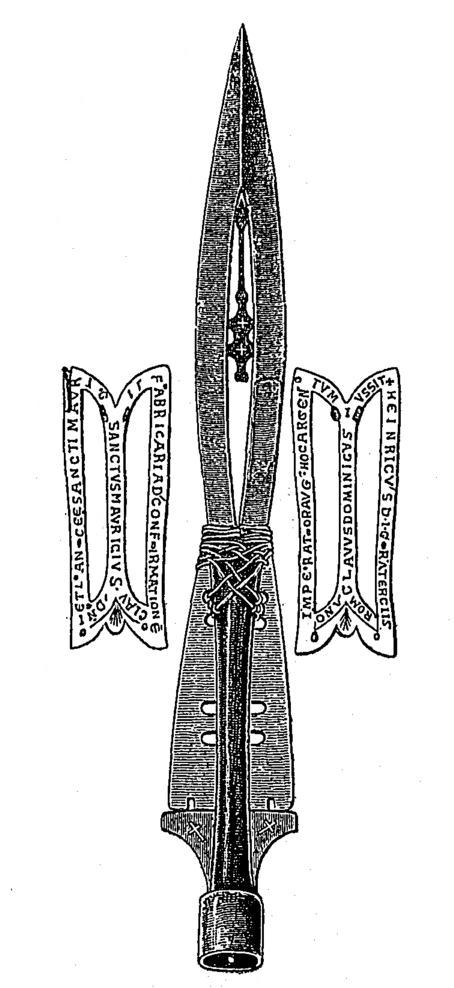
Віденський спис зі знятими золотими накладками
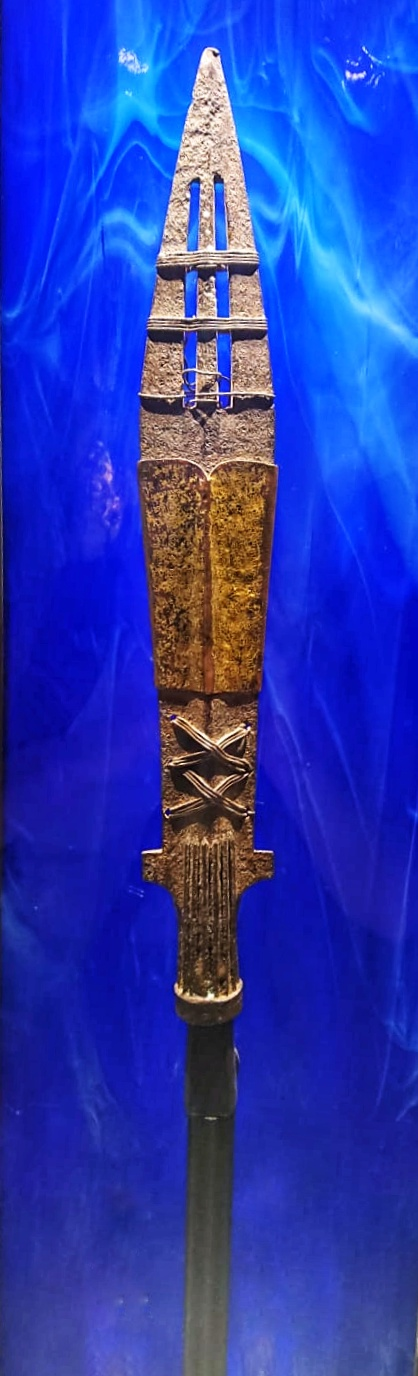
Краківський спис, офіційно визнаний копією віденського, але при цьому дещо відмінний від нього за формою
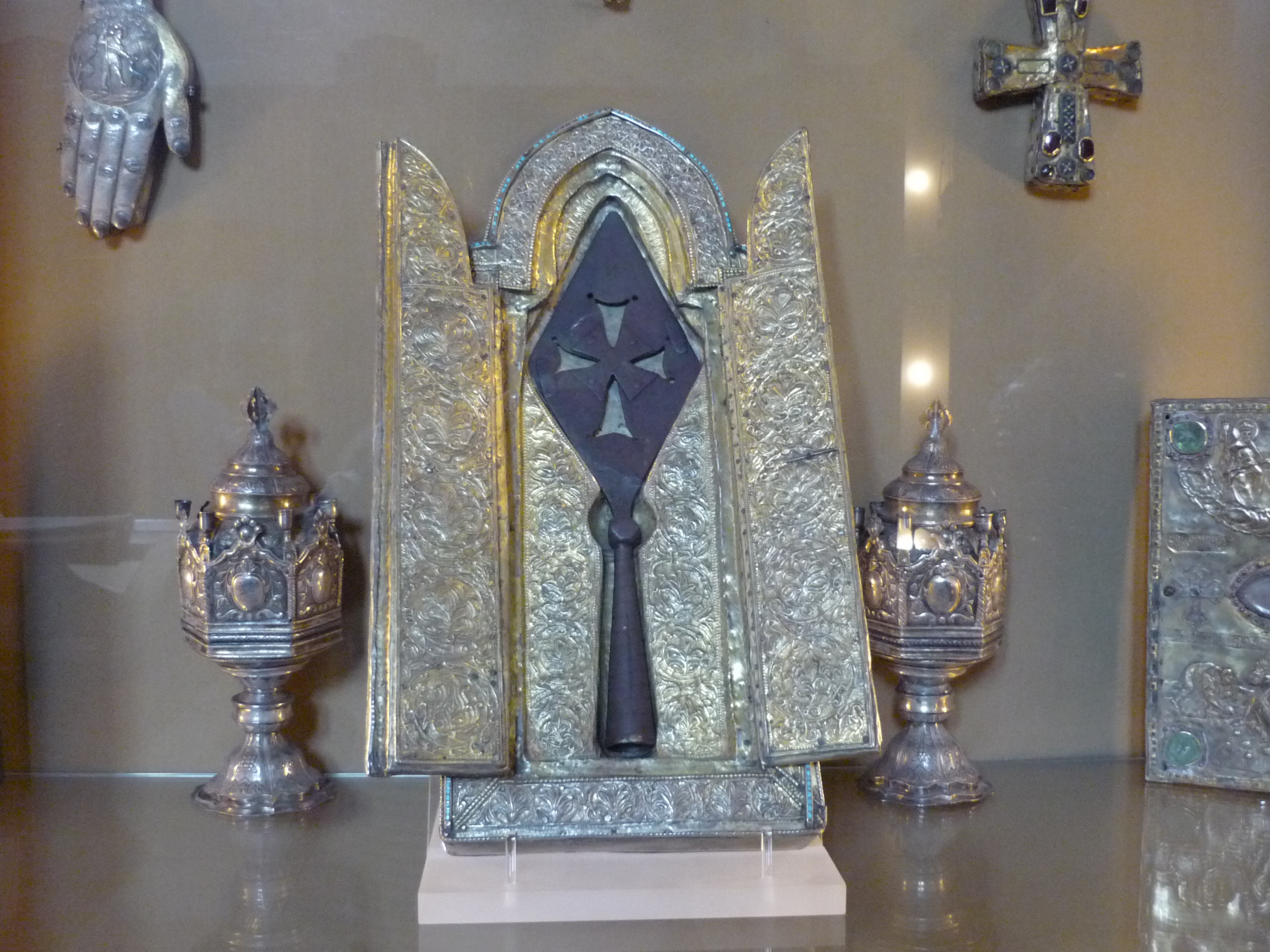
Вірменський спис